# 2019 في السكك الحديدية
تسرد هذه المقالة الأحداث المتعلقة بالنقل بالسكك الحديدية والتي حدثت أو من المقرر أن تحدث في عام 2019. يرجى الانتباه إلى أن التواريخ الفعلية التي تحدث فيها هذه الأحداث قد تختلف اختلافًا كبيرًا عما هو معروض هنا.

## الأحداث

### يناير
- الدنمارك 2 يناير- حادث قطار جسر الحزام العظيم: قطار ركاب دي إس بي يصطدم بقطار شحن على جسر ستوربيلت مما أسفر عن مقتل 6 أشخاص.[1]
- جنوب أفريقيا 8 يناير- حادث قطار ماونتن فيو، تصادم قطاران للركاب في محطة ماونتن فيو في بريتوريا، مما أسفر عن مقتل 4 على الأقل وإصابة 620 آخرين على الأقل.[2]
- الولايات المتحدة 26 يناير، بداية مشروع تحسين خطوط مترو الأنفاق في لوس أنجلوس بهدف ترقية البنية التحتة لأجزاء كبيرة من الخط وإغلاق تلك الأجزاء لمدة تصل إلى ستة أشهر.[3]

### فبراير
- الولايات المتحدة 11 فبراير- بدأ عمليات تشغيل العمليات اليومية لخط النقل السريع لمنطقة الخليج أو بعد توقف دام 15 عاما.
- الهند 15 فبراير- انتداب قطار 18 للخدمة العامة.
- أستراليا 17 فبراير- افتتاح خط نيوكاسل، نيو ساوث ويلز.[4]
- مصر 27 فبراير، حادث قطار محطة رمسيس- اصطدام قطار برصيف رقم 6 وانفجار عربة الجرار الخاصة بالقطار مما تسبب في وقوع حريق أودى بحياة 21 شخصا وإصابة ما يقرب من 52.[5]

### مايو
- الولايات المتحدة 19 مايو- افتتاح خط سكك الحديدية بين دنفر والواصل بريدج جايت.[6]
- الدنمارك كوبنهاجن، بدأ تشغيل خط رينجستد.

### يونيو
- ألمانيا- البدء في تشغيل خط جو أهيد.[7]
- تايوان- افتتاح الخط الدائري للمترو في تايبيه (القسم الأول).[8]

### يوليو
- كوريا الجنوبية من المقرر افتتاح جيمبو جولداين في سول.

### سبتمبر
- الولايات المتحدة فتح امتداد وادي السكك الحديدية جيلبرت رود.[9][10]
- المملكة المتحدة 15 سبتمبر، بدء امتياز شراكة الساحل الغربي.[11]

### نوفمبر
- الولايات المتحدة 1 نوفمبر، الافتتاح المبدئي لخط بيريسا من امتداد سيليكون فالي بارت.[12]

## أحداث لم يتم الإعلان عنها
- أستراليا كيو 2- مترو سيدني نورثويست، تشغيل أول خط نقل سريع مخصص في أستراليا.
- بلاد الباسك (مجتمع ذاتي الحكم الذاتي في إسبانيا)- الانتهاء من خط باسك واي.[13]
- بلغاريا- من المتوقع افتتاح خط مترو الثالث في صوفيا.[14][15][16]
- كندا- من المتوقع افتتاح خط الكونفدرالية كجزء من شبكة النقل في أوتاوا، أونتاريو.[17]
- كندا- من المتوقع افتتاح خط إل أر تي السريع العابر الأيوني.[18]
- الدنمارك- من المتوقع افتتاح خط سيتي سيركل لمترو كوبنهاجن.[19]
- هونج كونج- من المتوقع افتتاح «شا تين» إلى «سنترال لينك».
- اليابان- سحب سلسلة عربات 700 من سلسلة شينكانسين من خط توكادو.
- اليابان- سيتم عرض أول خط ألفا إكس للجمهور المتوقع أن تبلغ سرعه اختبارها إلى 400 كم\ساعة، مع مزيد من البحث لتصل السرعة إلى 360 كم\ساعة في عام 2020. كانت المحاولة السابقة لتسريع حركة قطار إلى 360 كم\ساعة هي قطار فاست تك.
- المكسيك، من المتوقع افتتاح الخط الثالث في نظام السكك الحديدية الخفيفة في غوادالاخارا.[20]
- الولايات المتحدة كيو 1، من المتوقع أن يتم افتتاح أول محطة قطارات سريعة في دنفر بولاية كولورادو، كان من المتوقع الافتتاح في أواخر عام 2016.[21]
- الولايات المتحدة من المتوقع أن يتم افتتاح خط تري رايل في ميامي.[22][23]
- الولايات المتحدة (نوفمبر- ديسمبر)- افتتاح محطة مترو الأنفاق المركزية في سان فرانسيسكو بعد عدة تأجيلات.[24][25][25]
- المملكة المتحدة- من المقرر افتتاح خط إليزابيث عبر وسط لندن من شينفيلد إلى بادنغتون.[26] الجزء الأخير المقرر افتتاحه هو الواصل من بادنغتون إلى هيثرو وريدينغ.[27]

## وصلات خارجية
- مؤتمر السكك الحديدية عام 2019